# Leucocoprinus holospilotus
Leucocoprinus holospilotus är en svampart som först beskrevs av Berk. & Broome, och fick sitt nu gällande namn av D.A. Reid 1990. Leucocoprinus holospilotus ingår i släktet Leucocoprinus och familjen Agaricaceae.   Inga underarter finns listade i Catalogue of Life.